# Cala Janculla
Cala Janculla (chiamata anche Cala Iancuia) è una spiaggia della Costa Viola, nel comune di Seminara. Fa parte delle Zone di Protezione Speciale ed è un Sito di interesse comunitario della Regione Calabria. Nel 2003 è stata inserita da Legambiente fra le 10 spiagge più belle d'Italia e ha visto l'assegnazione di 2 vele blu da parte della stessa associazione.
Situata sul limite più esposto della costa tirrenica di Palmi, è caratterizzata da una spiaggia bianca e fine e da fondali molto profondi e trasparenti con caratteristici riflessi violacei, sormontati alle spalle dal Monte Sant'Elia in località Barritteri. Tra le falesie, su un fianco della cala, si accede alla Grotta delle Rondini. Situate nei pressi vi sono anche la Grotta delle Sirene e la Grotta Perciata.
Incastonata fra due speroni di roccia, è visitabile quasi esclusivamente via mare a causa della collocazione impervia, si può raggiungere a piedi soltanto per mezzo del Sentiero del Trecciolino, lungo e impervio percorso che percorre la scogliera a mezza costa.
Sulla spiaggia è possibile osservare i resti di un antico palmento. Qui venivano trasportate e poi pigiate le uve coltivate nei terrazzamenti costruiti nella parte superiore della spiaggia e il mosto veniva trasportato via mare.